# Réserve Naturelle des Marais de Kaw-Roura
Réserve Naturelle des Marais de Kaw-Roura är ett naturreservat i Franska Guyana (Frankrike). Det ligger i den nordöstra delen av landet, 40 km sydost om huvudstaden Cayenne.